# Paul Yorck von Wartenburg

Paul Graf Yorck von Wartenburg (1835–1897)

Graf Hans Ludwig David Paul Yorck von Wartenburg (* 1. April 1835 in Berlin; † 12. September 1897 in Klein Öls, Landkreis Ohlau, Provinz Schlesien) war ein deutscher Jurist und Philosoph sowie Majoratsherr des Gutes Klein Öls.

## Familie
Paul Yorck war der Sohn Hans David Ludwig Graf Yorck von Wartenburgs und Enkel des königlich preußischen Generalfeldmarschalls Ludwig Graf Yorck von Wartenburg. Seine Mutter, Bertha Gräfin Yorck (1809–1845), war die philosophisch, literarisch und musisch hochgebildete Tochter des preußischen Generalmajors Johann Georg Emil von Brause. Paul Yorck heiratete am 3. Oktober 1860 in Berlin die Enkelin des Prinzen Louis Ferdinand von Preußen, Luise von Wildenbruch (* 28. April 1838 in Berlin; † 20. Dezember 1918 auf Schloss Klein-Öls), die ältere Schwester des Schriftstellers Ernst von Wildenbruch (1845–1909) und Tochter des königlich preußischen Generalleutnants Louis von Wildenbruch (1803–1874), Generalkonsul in Beirut und dessen erster Ehefrau Ernestine von Langen (1805–1858), Hofdame der Fürstin Radziwill.
Seine Enkel waren die Widerstandskämpfer Peter Graf Yorck von Wartenburg (hingerichtet 1944) und Paul Graf Yorck von Wartenburg (1902–2002).

## Leben

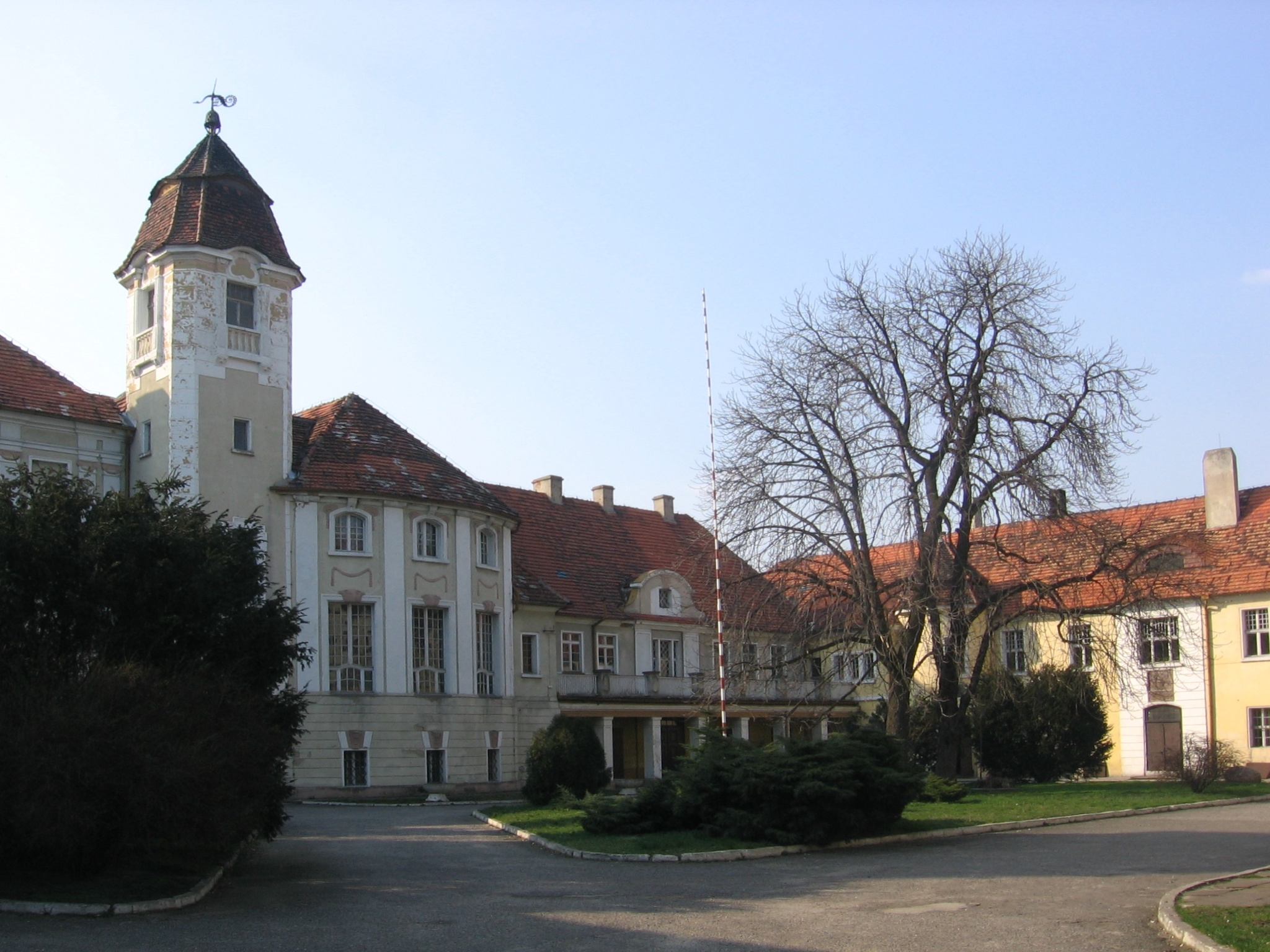
Schloss Klein Oels – Im Turmzimmer befand sich das Studierkabinett des Grafen Paul Yorck.

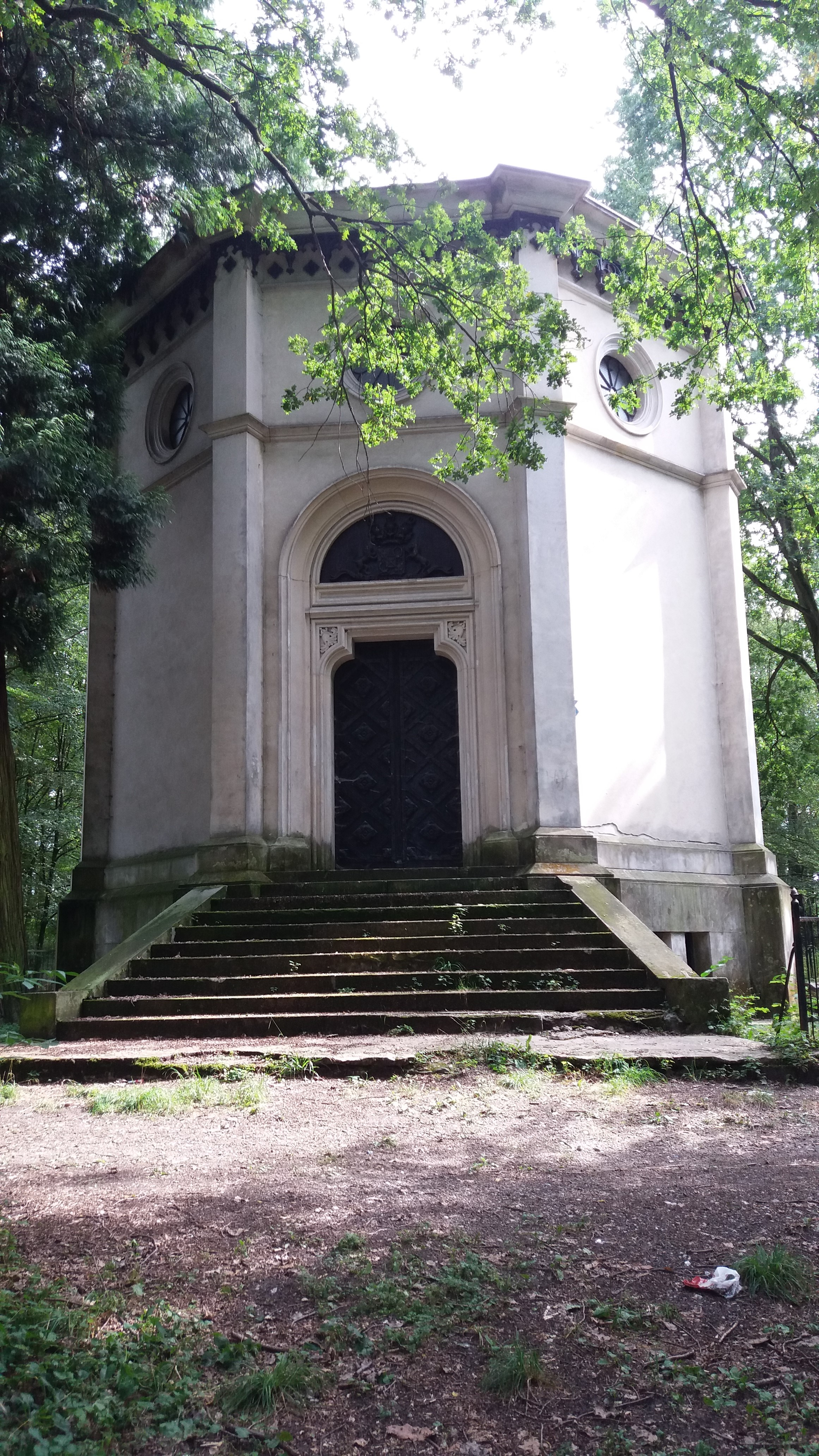
Mausoleum der Grafen Yorck im Schlosspark von Klein Oels

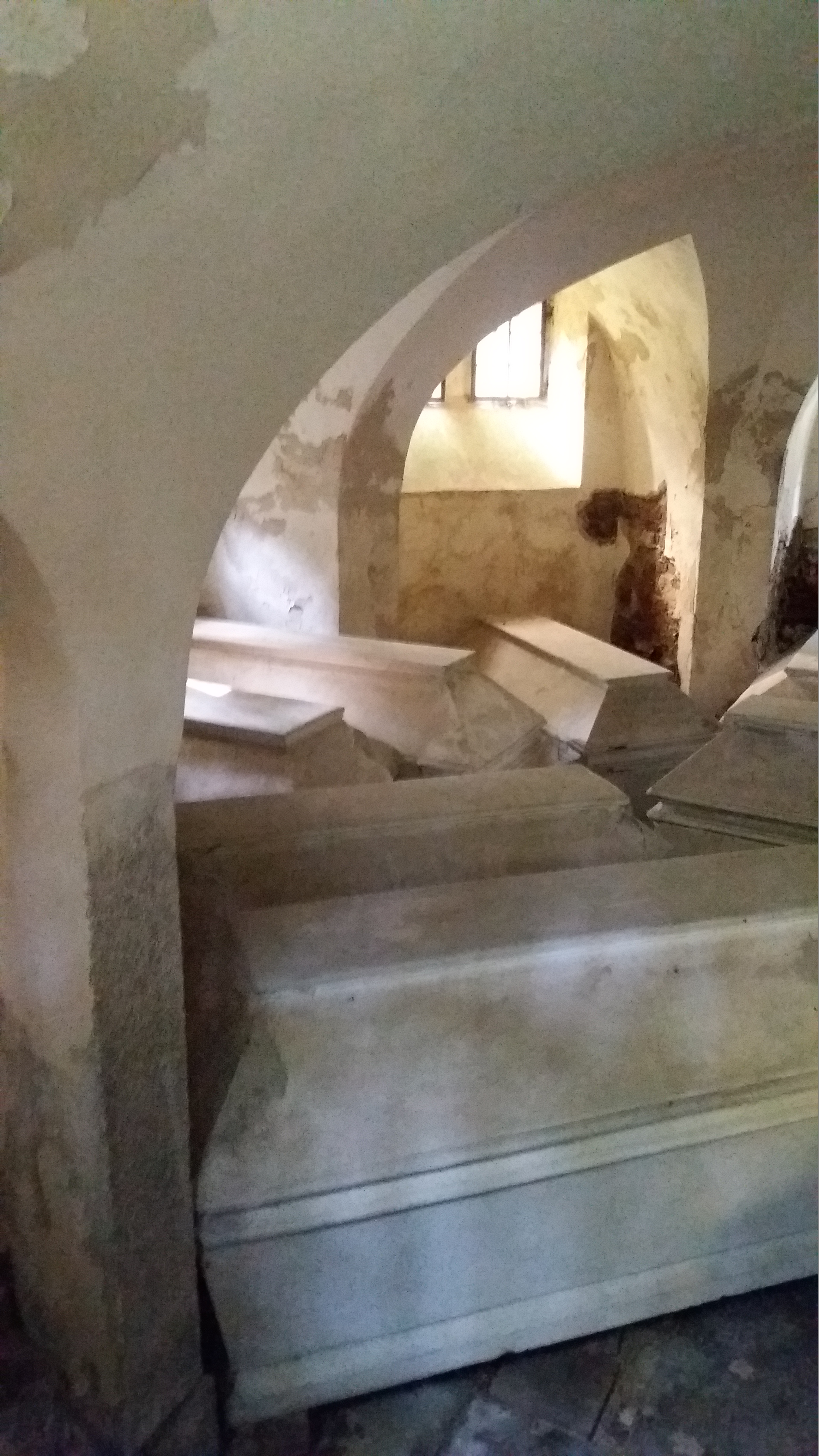
Sarkophag Paul Yorcks in der Gruft des Mausoleums

Nach dem Abitur im Jahre 1854 am Breslauer Maria-Magdalenen-Gymnasium nahm Paul Yorck von Wartenburg 1855 in Bonn das Studium der Rechtswissenschaft und Philosophie auf. Im gleichen Jahr wechselte er nach Breslau, um dort sein Studium fortzusetzen. Dort studierte er unter anderem bei Christlieb Julius Braniß, der ein Freund und Gesprächspartner seines Vaters Ludwig war. 1857 unternahm er mit seinem Vater seine erste Italienreise, an die er sich u. a. in seinem Italienischen Tagebuch erinnerte.
Im März 1858 legte er sein Examen ab. Nach dem Referendariat in Breslau siedelte er mit seiner Familie 1861 nach Potsdam um, wo er sich auf das Assessor-Examen vorbereitete. 1865 übernahm er nach dem Tod seines Vaters die Bewirtschaftung des Familienguts Klein-Öls sowie den erblichen Sitz der Familie im Preußischen Herrenhaus.
In den ausgehenden 1870er Jahren traf er auf den im Jahr 1871 nach Breslau berufenen Philosophen Wilhelm Dilthey. Aus dieser Begegnung entwickelte sich eine enge Freundschaft und wissenschaftliche Auseinandersetzung. 1891 reiste Yorck abermals nach Italien.

## Wissenschaftliche Arbeit
Die wissenschaftlichen Texte, die aus seinem Nachlass publiziert wurden, waren zumeist in seinen letzten Lebensjahren entstanden. Yorcks wissenschaftliche Arbeiten wurden vom Gedankenaustausch mit Dilthey inspiriert, der seinerseits durch ihn beeinflusst wurde. Nach Yorcks Tod versicherte Dilthey gegenüber dessen Sohn Heinrich: Yorck sei die „genialste, größte Natur“ gewesen, die ihm neben Hermann von Helmholtz begegnet sei. „Welchen Wert soll, was ich noch schreiben könnte, für mich haben, da ich seine Beistimmung, seine Einwendungen, sein Urteil von jetzt ab niemals wieder vernehmen werde.“ Neben der Beschäftigung mit den griechischen Philosophen entwickelte Yorck eine hermeneutische Geschichtsphilosophie als „Psychologie der Geschichte“ und arbeitete die Bewusstseinsstellungen der Epochen heraus. Darüber hinaus unterzog er das Phänomen des Raumes und der Räumlichkeit einer psychologischen Analyse. Sein Denken war vor allem von Bedeutung für die Entwicklung des Begriffs Geschichtlichkeit und hatte Einfluss auf Heidegger und Gadamer.

## Werke
- Die Katharsis des Aristoteles und der Oedipus Coloneus des Sophokles, Berlin 1866 (Prüfungsarbeit für den höheren preußischen Verwaltungsdienst)
- Briefwechsel zwischen Wilhelm Dilthey und dem Grafen Paul Yorck von Wartenburg 1877–1897, Halle 1923, Reprint Hildesheim 1995
- Italienisches Tagebuch, Darmstadt 1927, 2. Auflage Leipzig 1939
- Bewußtseinsstellung und Geschichte. Ein Fragment aus dem Philosophischen Nachlaß, Tübingen 1956, 2. Auflage Hamburg 1991